# Fagott

Fagott av Henrich Grenser (1764-1813), M120 Scenkonstmuseet, Stockholm.

Fagott  är ett träblåsinstrument med dubbla rörblad. Resonansröret är vikt dubbelt i klangkroppen. Var namnet härstammar från är omtvistat, en möjlig men inte bevisad härstamning kan vara från ett italienskt ord (av italienska fagotto; knyte, bunt).
| I denna artikel     |
| används tonnamnen   |
| B♭ och H.           |
| Se olika skrivsätt. |

Äldre släktingar till fagotten är dulcian, bassong och sordun. De ersattes till största delen av fagotten på 1600-talet. Ursprungligen fanns fagotter i flera varianter: Kontra-, kvart- (tenoroon), oktav- respektive kvintfagott. Utöver den vanliga fagotten, är det idag i princip endast den en oktav djupare klingande kontrafagotten som tillverkas och används regelmässigt. 
Fagotten finns i två något olika varianter, dels den vanliga form som brukar kallas tysk fagott eller enligt Heckel-systemet. I Frankrike och i vissa andra länder tillverkas och används fortfarande, även om det är i minskande utsträckning, fagotter enligt det franska systemet. Skillnaderna mellan de två systemen märks genom att greppen för att ta toner i många fall skiljer sig åt. Det anses att den franska fagotten, jämfört med en enligt tyskt system, har ett mer nasalt ljud och är lättare att spela de högsta tonerna på.  
Fagott är också en orgelstämma av typen tungstämma, även kallad lingual- eller rörstämma.
Fagotten har ofta kallats orkesterns clown, då det ofta är orkestrerat så att fagotten får de mer "komiska" rollerna. Fagottens ton påminner mycket om människorösten; i de lägre registren är tonen djup och dov. I mellanregistret är den varm och smälter väl in med annat träblås. På höjden är den mer nasal och genomträngande.
Ett berömt fagottstycke i det lägre registret utgörs av de första takterna i Griegs "I bergakungens sal". I den spelar man fagotten växelvis tillsammans med kontrabassektionen en hemlighetsfull melodi med en djup och fyllig klang. Ett exempel på ett ljusare solostycke för fagottens högre register kan vi hitta i Ravels Boléro. Det tredje solot i detta stycke är ägnat just åt fagotten med tvåstrukna c# som högsta ton.
Fagottens register sträcker sig från kontra-B♭ till tvåstrukna e men högre toner förekommer i vissa moderna verk. På senare tid är det vanligt med en särskild klaff för höga F. 

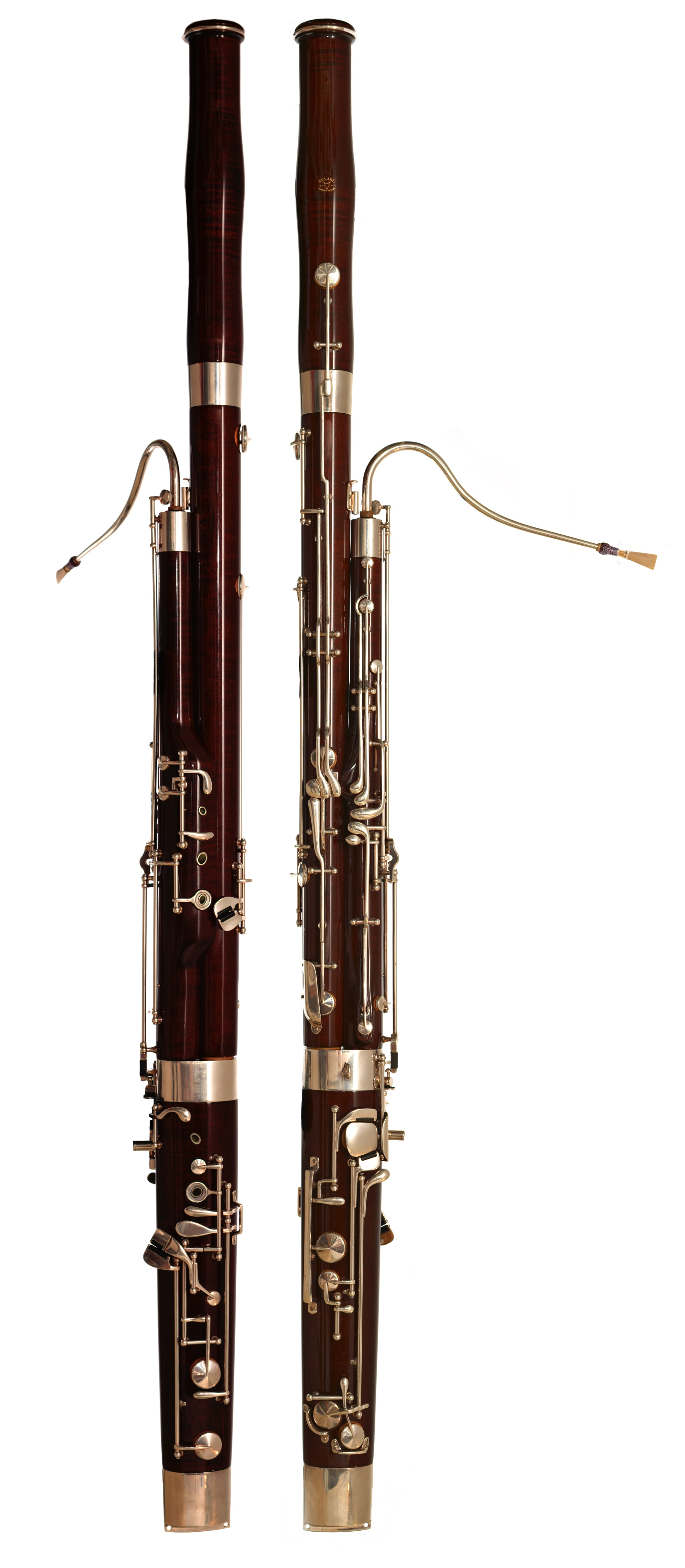
Modern fagott (Fox Renard) från två vinklar.

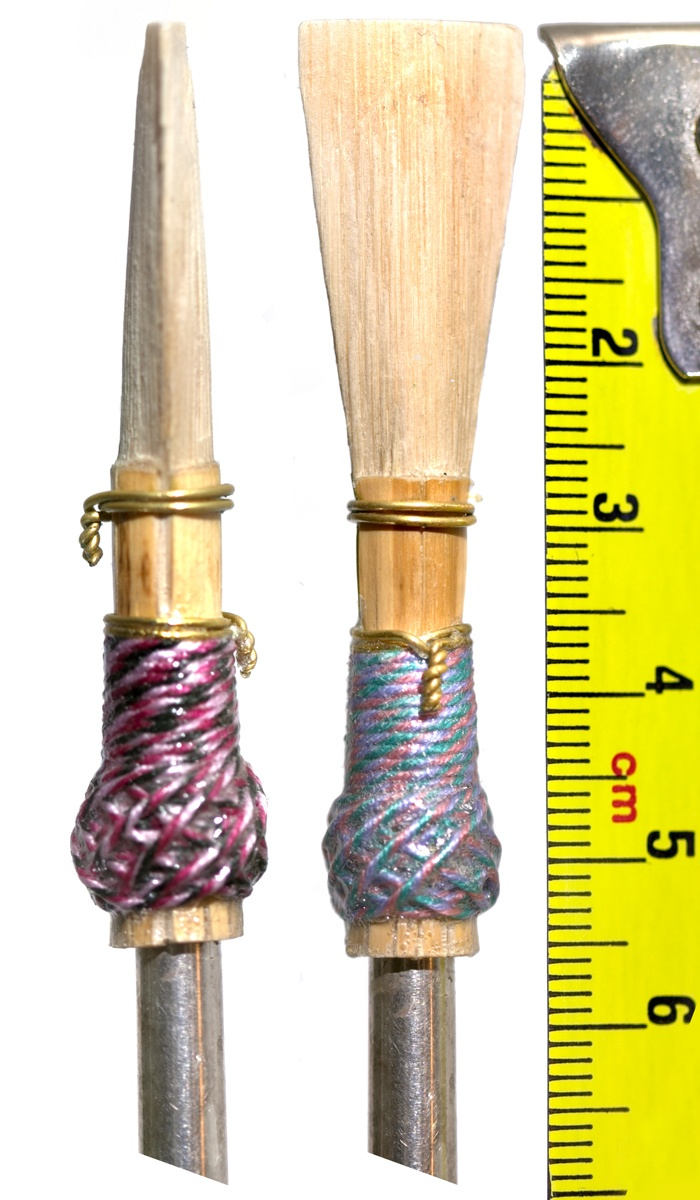
Rörbladens mått.

Över e♭2 är det mycket svårt att få toner att ljuda, men det finns fagottister som väl bemästrar det registret. Man kan frambringa toner upp till g2 på de flesta professionella fagotter, men det varierar starkt mellan utövare.

## Kända fagottister
- Anders Engström
- Frans Preumayr
- Knut Sönstevold
- Klaus Thunemann